# Road 96
Road 96 è un videogioco d'avventura sviluppato da DigixArt e pubblicato nel 2021 per Microsoft Windows e Nintendo Switch. Nel 2022 il titolo è stato distribuito anche per PlayStation 4, PlayStation 5, Xbox One e Xbox Series X e Series S.
Nel 2023 viene annunciato un prequel del gioco dal titolo Road 96: Mile 0.

## Trama
Road 96 è ambientato nell'immaginario stato di Petria, alla vigilia delle elezioni politiche del 1996.

## Sviluppo
Road 96 è ispirato ai film di Quentin Tarantino, dei fratelli Coen e di Bong Joon-ho.

## Accoglienza
Road 96 ha ricevuto apprezzamenti per la colonna sonora, composta principalmente da brani degli anni 1990.